# Krzysztof Mikołaj Radziwiłł
Principe Krzysztof Mikołaj Radziwiłł, soprannominato "Fulmine", (in lituano:Kristupas (Mikalojus) Radvila "Perkūnas") (Vilnius, 1547 – Łosośna, 20 novembre 1603), è stato un nobile e politico polacco.
Era un Reichsfürst nel Sacro Romano Impero Germanico.

## Biografia
Era il figlio di Mikołaj Radziwiłł, e di sua moglie, Katarzyna Tomicka z Iwna. Ricevette il soprannome di "Fulmine" per il modo di condurre le operazioni militari.

## Carriera
Nel 1564, all'età di diciassette anni, Krzysztof e suo padre presero parte alla Guerra di Livonia, ricevendo il battesimo di fuoco nella Battaglia di Ula. Si dimostrò un giovane guerriero dal cuore arguto e si guadagnò il soprannome di "Fulmine". Nel 1567 fu nominato capitano di una compagnia a cavallo. 
Nel 1572 fu nominato hetman, impegnato nella difesa del confine sud-orientale del Granducato di Lituania. Nel 1577, Ivan IV riprese le ostilità in Livonia, iniziando l'ultima fase della Guerra di Livonia, durata cinque anni (la Guerra russo-polacca (1577-1582)). Nel 1580, Radziwiłł prese il castello di Usvjaty e guidò l'Assedio di Velikie Luki. Partecipato alla campagna di Stefan Batory a Pskov, nel 1581, e insieme all'unità di Filon Kmita, fece un'incursione a cavallo nella parte alta del Volga, in modo che i russi non potessero riunire le forze per sollevare l'assedio di Pskov. Dal 5 agosto al 22 settembre 1579, le sue truppe viaggiarono per 1400 km attraverso Vicebsk, Ržev e Starica, in cui lo zar stesso risiedeva, e Toropec, impegnandosi ripetutamente in battaglia con le truppe russe. L'assedio di Pskov e il raid di Radziwiłł costrinsero Ivan IV a firmare una tregua.
Dopo la morte di suo padre nel 1584, fu nominato alla carica di governatore di Vilnius prima occupato da suo padre. Essendo una delle persone più influenti dello stato, sostenne l'indipendenza del Granducato di Lituania, dopo la morte di Stefan Batory, fu uno di quelli che sostenne il piano di eleggere lo zar russo Fëdor Ivanovič a Re di Polonia e Granduca di Lituania.
Nel 1589 fu nominato hetman. Dall'inizio della guerra polacco-svedese, comandò le truppe in Livonia e nel 1601 respinse l'offensiva dell'esercito svedese a Kokhenhausen e liberò la fortezza di Wenden.
Come suo padre, suo fratello e suo nipote, era un ardente calvinista e un aderente alla Chiesa riformata polacca, e lo difese contro l'ascesa della Controriforma.
Nel 1584, costruì due chiese evangeliche, e nel 1595 la tenuta Radziwill a Papilis. Alla sua corte c'erano molti eminenti pensatori e poeti dell'epoca, come Andrėj Rymša, Hal'jaš Pel'hrymoŭski, Salamon Rysinski e Andrėj Volan.
Possedeva uno dei più grandi latifondi del Granducato di Lituania. I principali possedimenti di Krzysztof erano nel territorio dell'odierna Repubblica Lituana. Il castello di Biržai divenne un'importante roccaforte del Granducato di Lituania e la residenza di famiglia Radziwiłł.

## Matrimoni

### Primo matrimonio
Sposò, il 17 gennaio 1571 nel castello di Solec, Katarzyna Anna Sobkówna (?-1576). Ebbero una figlia:
- Barbara
- Mikołaj (1574-1577)[3]

### Secondo matrimonio
Nel 1560 sposò Katarzyna Ostrogska (1560-3 agosto 1579), figlia di Konstanty Wasyl Ostrogski. Ebbero un figlio:
- Janusz Radziwiłł (2 luglio 1579-3 dicembre 1620)

### Terzo matrimonio
Sposò Katarzyna Tęczyńska (1544-19 marzo 1592), figlia del voivoda di Cracovia Stanislav Gabriel Sanguszko. Ebbero due figli:
- Elžbieta[4]
- Krzysztof (22 marzo 1585-19 settembre 1640)

Come dote da Katerina, Radziwiłł ricevette la città di Urzędów.

### Quarto matrimonio
Nel 1593 sposò Elżbieta Ostrogska (1560-1599), la vedova di Jan Kiszka e figlia di Ilia Ostrogski. Non ebbero figli.